# 六嶋由岐子
六嶋 由岐子（ろくしま ゆきこ、1961年〈昭和36年〉 - ）は、日本のエッセイスト、翻訳家。大阪府生まれ。
関西学院大学文学部卒業。ロンドン大学東洋アフリカ研究所およびデヴィッド財団コレクションで修士課程（東洋陶磁）を修了。ロンドンの古美術商スピンク・アンド・サンの東洋美術部に勤務の後、帰国して古美術取引、美術関連の翻訳を行っている。エッセイ集『ロンドン骨董街の人びと』で1998年講談社エッセイ賞を受賞。

## 受賞歴
- 講談社エッセイ賞　第14回 （1998年）『ロンドン骨董街の人びと』

## 著書
- 『ロンドン骨董街の人びと』、新潮社、1997年12月 ISBN 978-4104210015
  - 『ロンドン骨董街の人びと』、新潮文庫、2001年3月 ISBN 978-4101491318

## 翻訳
- 『刺繍デザイン』、スーザン メイヤー(Susan Mayor), ディアナ ファウル(Diana Fowle)著、 千毯館 、1992年5月 ISBN 978-4915790133
- 『デコラティヴ・パピルス』(Wallpapers)、ジョアンナ・バナム(Joanna Banham)著、千毯館 、1992年9月 ISBN 978-4915790157